# Vázseci-völgy
A Vázseci-völgy, szlovákul Važecka dolina egy Szlovákiában, azon belül a Magas-Tátrában található völgy.

## Határai
Ez a völgy észak-déli irányú. Nyugatról a Csorbai-gerinc, valamint a Kriván, északról a Spara-hágó (2176 m), keletről a Vág-völgyi-gerinc határolja. Délről nyitott, ellaposodó.

## Oldalvölgye
A Száraz-Vázseci-völgy

## Érdekessége
A Vázseci-völgyben található a Kriváni-Zöld tó, amely 2012 méteren helyezkedik el. A nevét a színéről kapta.